# 1995 في الجزائر
فيما يلي قوائم الأحداث التي وقعت خلال عام 1995 في الجزائر.

## أحداث
- 16 نوفمبر – الانتخابات الرئاسية الجزائرية 1995

## سياسة

### تعيين في المنصب
- 16 نوفمبر – اليمين زروال رئيس الجزائر.
- 31 ديسمبر – أحمد أويحيى وزيرا أول للجزائر خلفا لمقداد سيفي.

## مواليد

### يناير
- 22 يناير – سيليا بوريحان لاعبة كرة طائرة جزائرية.

### أبريل
- 16 أبريل – رامي بن سبعيني لاعب كرة قدم جزائري.

### يونيو
- 24 يونيو – سعيد براهيمي لاعب كرة قدم جزائري.

### نوفمبر
- 1 نوفمبر – زكريا منصوري لاعب كرة قدم جزائري.

## وفيات

### فبراير
- 12 فبراير – رشيد ميموني (مواليد 1945) كاتب جزائري.
- 13 فبراير – عز الدين مجوبي (مواليد 1945) ممثل جزائري.
- 14 فبراير – ولد عبد الرحمان كاكي (مواليد 1934)
- 15 فبراير – رشيد بابا أحمد (مواليد 1946) منتج اسطوانات جزائري.

### أغسطس
- 20 أغسطس – سيراط بومدين (مواليد 1947) ممثل جزائري.

### سبتمبر
- 28 سبتمبر – رابح بلعمري (مواليد 1946) كاتب جزائري.